# Червонослободский сельский совет (Недригайловский район)
Червонослободский сельский совет (укр. Червонослобідська сільська рада) — входит в состав
Недригайловского района Сумской области Украины.
Административный центр сельского совета находится в селе Червоная Слобода
.

## Населённые пункты совета
- с. Червоная Слобода
- с. Горьково
- с. Мелешковка